# Almonte (Ontario)
Pour les articles homonymes, voir Almonte.
Almonte est une communauté de l'Ontario[Où ?].
Le 1er janvier 1998, la ville de Mississippi Mills fut créée par la fusion de la ville d'Almonte avec les cantons de Ramsay et Pakenham.
Elle est la ville de naissance de l'inventeur du basket-ball, le docteur James Naismith. Un musée consacré au basket-ball y est d'ailleurs situé.

## Démographie
| 2006  | 2011  | 2016  |
| ----- | ----- | ----- |
| 4 538 | 4 822 | 5 039 |